# 사이보그 프린세스
《사이보그 프린세스》(009ノ1 THE END OF THE BEGINNING)는 2013년 공개된 일본의 SF 액션 영화이다. 이시노모리 쇼타로의 만화 《009-1》의 실사화 작품으로, 이시노모리 쇼타로 탄생 75주년 기념작으로 제작되었다. 이와사 마유코, 키노모토 미네히로, 나가사와 나오, 혼다 히로타로, 스기모토 아야, 타케나카 나오토가 출연했다.

## 출연진
- 이와사 마유코 - 밀렌 호프만 / 009-1
  - 코이즈미 하루카(아역), 후지타 후사요(스턴트)
- 키노모토 미네히로 - 크리스
- 나가사와 나오 - 미리암
  - 히토미 사나에(스턴트)
- 아베 료헤이 - 스팅어
- 요코야마 카즈토시 - 소가베
- 이치미치 마오 - 셰린
- 미도리카와 시즈카 - 버터플라이
- 쓰쿠이 미나미 - 엡실론
- 히토미 사나에 - 타우
- 시마조노 아유미 - 뮤
- 아베마미 - 나카타니
- 혼다 히로타로 - 앨런 라우
- 스기모토 아야 - 닥터 클라인
- 타케나카 나오토 - 020